# Why (песня Джейсона Алдина)
«Why» — песня американского кантри-певца Джейсона Алдина, вышедшая 15 ноября 2005 года в качестве 2-го сингла с его первого студийного альбома Jason Aldean (2005). Песню написали Родни Клаусон, Вики Макги и Джон Рич (из группа Big & Rich и Lonestar). Продюсером был Майкл Кнокс. Сингл достиг первого места в кантри-чарте Hot Country Songs (став для Джейсона Алдина его 1-м чарттоппером в карьере).
Песня была сертифицирована в золотом статусе RIAA и получила положительные отзывы музыкальной критики и интернет-изданий.

## Чарты
| Чарт (2005-06)                      | Высшая позиция |
| ----------------------------------- | -------------- |
| Канада (Billboard Canadian Hot 100) | -              |
| США (Billboard Hot 100)             | 43             |
| США (Billboard Hot Country Songs)   | 1              |

## Итоговые годовые чарты
| Чарт (2006)                  | Позиция |
| ---------------------------- | ------- |
| US Country Songs (Billboard) | 10      |